# Señor Huari de Vilcabamba

Área de influencia de la Cultura wari, y también de la Tiahuanaco o Tiwanaku que llegaron a fusionarse y compartieron territorios.

El Señor Huari de Vilcabamba fue un antiguo gobernante de la cultura Wari, civilización que dominó gran parte del Antiguo Perú muchos siglos antes que los incas.
Su descubrimiento se realizó en 2011, en el sector selvático denominado Espíritu Pampa en el distrito de Vilcabamba de la provincia de La Convención, Cuzco, por un equipo de arqueólogos liderado por Javier Fonseca Santa Cruz. El hallazgo se compara en importancia al del Señor de Sipán, ya que no se tenía evidencia alguna que confirmara la existencia de personajes de singular prestigio durante el auge de la Cultura Wari. De igual manera, evidencia la expansión territorial del imperio, confirmando así, que abarcó también parte de la selva amazónica.

## Historia
Espíritu Pampa era tradicionalmente conocido como sitio incaico, pues tanto las construcciones como los restos cerámicos hallados fueron siempre de inconfundible estilo cuzqueño-inca. Sin embargo, un proyecto de investigación arqueológica que empezó a trabajar en la zona en la década del 2000 desenterró estructuras funerarias asociadas con material cerámico y metálico de inconfundible filiación cultural huari. Se identificó el hallazgo como la tumba de un personaje de la elite del imperio Huari (siglos VI al XI), que habría sido gobernante de la colonia establecida en Espíritu Pampa (o Vilcabamba), en plena selva del actual departamento del Cuzco.

### Hallazgo
La tumba se ubica en el interior de una estructura no ocupada por los incas y que fue profanada durante la segunda mitad del siglo XX. La estructura tiene dimensiones interiores de aproximadamente 12 x 4 metros. Se hallaron un total de 11 cistas, de las cuales 2 habían sido completamente profanadas. Tres de las cistas fueron identificadas como tumbas, la primera de las cuales corresponde al personaje principal, mientras que las otras dos posiblemente a individuos allegados al personaje principal, un enterramiento semejante al del Señor de Sipán. En el resto de las cistas se halló una variedad de objetos, depositados a modo de ofrenda.
La estructura funeraria, lo define en la parte superior lajas de tamaño que oscilan entre 1,80 m, de largo, por un ancho de 70 cm, que corresponden a otra estructuras que fue
disturbado, retirado todos estos elementos líticos, se observa el piso de ocupación por una película muy delgada de arcilla de color plomizo, posteriormente por tierra compacta gravosa, seguidamente la estructura funeraria lo conformaba tres elementos líticos que se encontraba perpendicularmente, el cual tienen la función de guías o sellos, retirado estos elementos, se asociaba a tierra compacta de textura arcillosa, y cantos rodados de diferentes dimensiones que se encontraban ensamblados con mortero de arcilla, el cual tenía una forma circular que cubría todo el contexto funerario, la función que cumplía fue impermeabilizante para que no filtre el agua interiormente, como producto de las precipitaciones pluviales, posteriormente lo define arcilla de color amarillento que cubría la tapa del contexto funerario y parte de los alrededores donde se encontraba ensamblado, retirado este material se observa dos lajas principales con un largo de 1,50 m y un ancho de 65 cm, cada laja, en los extremos de las dos tapas lo conforma
dos elementos líticos los cuales tienen 96 cm de largo por 12 cm de ancho con un espesor de 10 cm, en el medio de las dos lajas principales presenta un orificio circular con un diámetro de 5 cm, el cual se encontraba sellado con arcilla.
Luego de retirar las cubiertas de piedra de la cista principal se hallaron los siguientes objetos: 
- Dos cetros, ambos hechos de madera de chonta y forrados con láminas de plata.
- Asociado al cetro se observa parte del contexto funerario que corresponde a la pechera, tiene una forma “Y”, con un largo de 65 cm, un ancho de 53,1 cm y un espesor de 0,7 mm, tiene una composición mineralógica de plata de 97,397 % mínimo de otros minerales.
- La máscara mortuoria con una representación antropomorfa, fue elaborado en plata, con un pureza de 99,091 % y en un mínimo porcentaje de otros minerales. La técnica por la cual fue elaborada es el repujado (encuerado), moldeado, laminado, perforado, cortado, con una altura de 18,5 cm, un largo de 22 cm y un espesor de 0,32 mm, en el contorno de la máscara se tiene perforaciones equidistantes este objeto se ubicó en la misma posición primigenia que fue depositado la máscara conjuntamente con el cráneo del individuo, con una orientación Noreste, asociado a minerales que corresponden a cuentas de Malaquita, Calcita, Lapislázuli y Serpentina en un número de 687 cuentas, los cuales se encontraban en la parte inferior de la máscara y debajo de la máscara se evidencia el cráneo con evidencia de haber sido pintado con sulfuro de mercurio conocido como Cinabrio y óxidos de hierro que denominado Tacco, estos materiales fueron utilizados para untar todo el rostro, cuerpo de sus muertos de elite y decorar objetos de culto[1]
- Dos brazaletes de oro, uno de los cuales tuvo el contacto con el evento de quema, tiene una altura de 10,8 cm, y un largo de 22,15 cm, un espesor de 0,55 mm, con un peso de 0,90 kg, con una pureza de Oro 69,564 %, Plata 26,826 % y otros en un mínimo porcentaje, los brazaletes tienen representaciones de diseños antropomorfos felínicos estilizados con sus respectivos lagrimales, en un número de cuatro dispuestos dos de cada lado, ambos con una miradas entre sí de perfil, en la sección superior e inferior adicionalmente se tiene 9 diseños de círculos en ambos lados y sobre los diseños zoo antropomorfos se evidencia un tocado de plumas y asociado a diseños de aves.
- Las lentejuelas de forma ovoidal, circular, dispuestos alrededor del contorno de la estructura funeraria y en la base de la máscara en forma de amontonamiento, el total de las lentejuelas es 230 láminas de plata y 5 láminas circulares con una horadación en el medio de las láminas, todas estas láminas presentan 02 orificios en la parte superior que corresponden al agujero pasador. Asociado a 14 láminas de plata, con una pureza de plata de 98,824 % y otros en un mínimo porcentaje, tienen un largo de 6,9 cm y un ancho de 6,9 cm en estas láminas se evidencia la representación antropomorfos felínicos estilizados, con sus respectivos lagrimales, en la sección superior presentan como una especie de tocado que corresponde a una iconografía de cheurones y diseños geométricos lineales y círculos concéntrico con sus respectivos agujeros pasadores, estos objetos se distribuyen en todo el contorno de la estructura funeraria, con una orientación al Noroeste

Debido a que el hallazgo se hizo en una región tropical y húmeda, no se logró recuperar material óseo alguno. Sin embargo se hallaron los dientes que fueron analizados, mostrando que el personaje enterrado vendría a ser un individuo masculino de una edad aproximada entre 25 y 35 años.

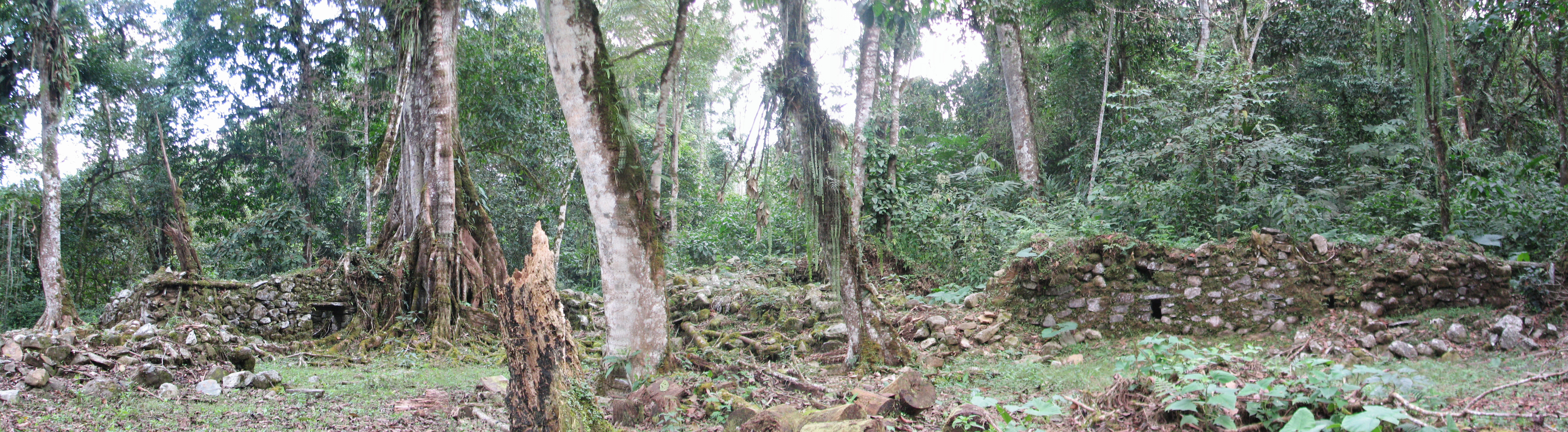
Sitio arqueológico de Espíritu Pampa

.